# Gh (دونگاره)
GH یک دونگاره است که در نوشتار بسیاری از زبان‌های اروپایی وجود دارد. در انگلیسی باستان برای نشان‌دادن سایشی نرمکامی بی‌واک که معادل آوای حرف /خ/ در الفبای فارسی و عربی بود، حرف (h) به‌کار رفته می‌شد که در انگلیسی نوین حذف شده و امروزه در واژگان انگلیسی باستان در انگلیسی نوین آن را با (gh) نشان می‌دهند، مانند «لیخت» (Liht) و «لایت» (Light) یا «داختر» (Dauhter) و «داتر» (Daughter). امروزه در زبان انگلیسی، gh یکی از حالت‌های ساکت، یا آوای سایشی لبی‌دندانی بی‌واک همانند حرف «ف» را دارد، مانند ئی‌ناف = enough. در انگلیسی وقتی gh در ابتدای واژه باشد، آوای انفجاری نرمکامی واک‌دار (حرف «گ») می‌دهد مانند گُست = ghost.